# Eucampima poliostidza
Eucampima poliostidza är en fjärilsart som beskrevs av George Francis Hampson 1926. Eucampima poliostidza ingår i släktet Eucampima och familjen nattflyn. Inga underarter finns listade i Catalogue of Life.